# Lindsay Wagner
Lindsay Jean Wagner (Los Angeles, 22 juni 1949) is een Amerikaanse actrice.
Ze is het meest bekend geworden in de jaren zeventig, toen ze de hoofdrol speelde in de populaire televisieserie De Vrouw van Zes Miljoen, waarvoor ze een Emmy Award won. Haar personage werd gecreëerd in een dubbelepisode van De Man van Zes Miljoen waar ze de rol een eerste maal vertolkte en in nog drie tv-films (1987,1989 en 1994) over "De Man van Zes Miljoen" en de "Vrouw van Zes Miljoen". Wagner speelde ook nog in een aantal andere televisieseries en een hele reeks televisiefilms. Ook speelde ze met Sylvester Stallone en Rutger Hauer in de film Nighthawks uit 1981. In 2019 had ze ook een rol als stemactrice in de videogame Death Stranding en werd ook haar uiterlijk gebruikt.